# Alicja Snoch-Pawłowska
Alicja Snoch-Pawłowska – polska grafik, dr hab. sztuk plastycznych, profesor uczelni Instytutu Sztuk Pięknych i dziekan Wydziału Artystycznego Uniwersytetu Marii Curie-Skłodowskiej.

## Życiorys
W 1993 ukończyła studia na Uniwersytecie Mikołaja Kopernika, 21 czerwca 2002 obroniła pracę doktorską Równowaga przeciwieństw – o czerni i bieli w mojej grafice, 8 lipca 2014 habilitowała się na podstawie pracy zatytułowanej Materia Mystica. Jest zatrudniona na stanowisku profesora uczelni w Instytucie Sztuk Pięknych. Od 2019 pełni funkcję dziekana na Wydziale Artystycznym Uniwersytetu Marii Curie-Skłodowskiej.